# Flor do Mar (nau)
A Flor do Mar – também referida como Flor de la Mar e Frol de la Mar nas crónicas portuguesas do século XVI – foi uma nau portuguesa que participou em vários acontecimentos marcantes no oceano Índico até ao seu naufrágio em 1511 no estreito de Malaca. Na ocasião transportava Afonso de Albuquerque, de regresso da conquista de Malaca, com um imenso espólio e tesouros para o rei D. Manuel I de Portugal, que se perderam ao largo da costa da Samatra, tornando-a um dos mais míticos e cobiçados tesouros perdidos da História. O Museu Marítimo de Malaca alberga uma réplica da embarcação.

## História
Construída nos estaleiros da Ribeira das Naus em Lisboa, em 1502, a Flor do Mar foi uma das mais avançadas embarcações da sua época, integrando a Carreira das Índias. Com 400 toneladas, ela era a maior carraca do seu tempo, com quase o dobro do tamanho das maiores embarcações que tinham ido em carreiras anteriores.
A Flor do Mar fez a sua primeira viagem de Portugal para a Índia em 1502, sob o comando de Estêvão da Gama, primo de Vasco da Gama. No entanto, na sua viagem de volta, em 1503, sob o comando de João da Nova, sofreu um rombo no casco na zona de Moçambique, e encontrou algumas complicações – uma vez carregada de especiarias, o seu grande tamanho e peso tornavam-na difícil de manobrar, particularmente nas rápidas correntes do Canal de Moçambique e, em especial, ao redor do Cabo Correntes. Testemunha ocular, Tomé Lopes relata os danos no casco do navio, sendo a embarcação forçada a parar para reparações na Ilha de Moçambique por quase dois meses. Chegou a Portugal no final de 1503.
A Flor do Mar voltou a sair noutra Carreira da Índia em março de 1505 sob o comando de João da Nova, como parte da 7.ª frota de 22 navios portugueses da Índia, transportando D. Francisco de Almeida como primeiro vice-rei da Índia portuguesa. Na viagem de regresso em 1506, voltou a deparar-se com dificuldades no Canal de Moçambique. Com a entrada de água, a nau foi forçada a atracar mais uma vez na ilha de Moçambique para reparações demoradas. Desta vez, ficaria retida no canal por cerca de dez meses. João da Nova tentou levá-la para fora repetidamente, mas o navio carregado continuou a apresentar problemas, forçando-o a voltar para a ilha para mais reparações.
O navio e seu capitão frustrado ainda estavam presos em Moçambique quando foram encontrados em fevereiro de 1507 – quase um ano depois da Flor do Mar ter saído da Índia – pela 8.ª armada de saída da Índia sob o comando de Tristão da Cunha. Cunha ordenou que suas tripulações ajudassem a consertar o navio de volta ao mar, descarregando a carga de especiarias do navio para outro transporte com destino a Portugal (sob o comando de António de Saldanha) e rebocando a vazia Flor do Mar.
A Flor do Mar e seu capitão João da Nova participaram da conquista de Socotra por Tristão da Cunha. Na sequência, para surpresa de João da Nova, Cunha ordenou que ela permanecesse no mar da Arábia ocidental, integrado no esquadrão de patrulha de Afonso de Albuquerque.
João da Nova e o navio participaram da conquista de Albuquerque das cidades de Curiate (Kuryat), Muscatem  a julho de 1507, Khor Fakkan, (aceitando também a submissão das cidades de Kalhat e Sohar) e Ormuz no mesmo ano. Dois anos depois, na Índia, a nave foi requisitada para servir como nau capitânia de D. Francisco de Almeida no ano de 1509 na batalha de Diu. João da Nova faleceu no mesmo ano em Cochim, e Almeida (terminado o seu mandato como vice-rei das Índias) planeou trazer a Flor do Mar de regresso a Portugal, tomando um cuidado especial para repará-la. Mas o seu sucessor, Afonso de Albuquerque, proibiu-o e manteve o navio na Índia, dando a Francisco de Almeida outro navio. 
Sob as ordens de Afonso de Albuquerque, Flor do Mar apoiou a conquista de Goa, em 1510, bem como a conquista de Malaca, em 1511.

### Flor de la Mar e João da Nova
Segundo o Livro de Toda a Fazenda, a contabilidade pública de então, em 1505, D. Manuel I encarregou o provedor João Serrão de armar oito grandes naus, seis navetas e oito caravelas, além de outros navios, para formarem a armada do vice-rei D. Francisco de Almeida.
A Flor de La Mar, capitaneada pelo alcaide menor de Lisboa João da Nova, fazia parte com a Bom Jesus, a São Gabriel, a São João, a Espírito Santo, a São Tiago, a Botafogo e a Santa Catarina do lote de 8 naus de 400 toneladas, cuja principal missão era estabelecer o domínio naval português no Índico.
Provavelmente tratava-se da segunda viagem à Índia da nau Flor de La Mar com João da Nova como capitão. 
Efetivamente, este galego de nação e fidalgo de Portugal fora capitão-mor da terceira armada enviada por D. Manuel I à Índia. Com três naus, uma delas talvez a Flor de La Mar, apesar da crónica de Damião de Góis não a citar, e uma caravela, João da Nova partiu a 5 de março de 1501 para chegar a Cananor em agosto e receber um primeiro carregamento completado depois em Cochim, onde as naus foram calafetadas, reparadas e breadas. Depois de uma batalha que levou ao naufrágio de três paraus de uma grande frota enviada pelo Samorim, João da Nova regressa a Lisboa, tendo entrado na barra do Tejo a 11 de setembro de 1502.
Na segunda viagem de João da Nova, este recebeu ordens para cruzar entre o cabo Camorim e as ilhas Maldivas, levando também um alvará real de nomeação para capitão-mor da armada da costa da Índia. A armada de D. Francisco de Almeida com a Flor de la Mar largou pois a 5 de março de 1505, dobrou o Cabo da Boa Esperança em fins de junho sem grandes percalços.

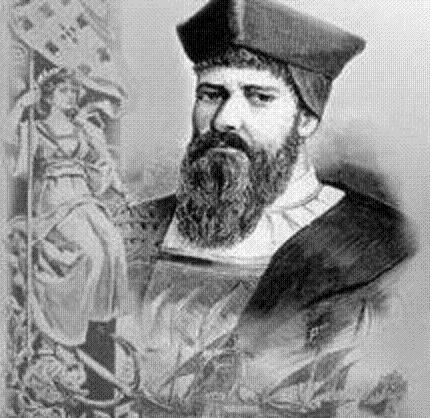
João da Nova, navegador

Nos primeiros dias de agosto, as principais naus da armada com a “capitania” lançaram ferros frente a Mombaça. O vice-rei mandou o intrépido João da Nova a terra para comunicar com os habitantes. “Estes receberam-no à pedrada” – escreveu Gaspar Pereira, escrivão da armada. João da Nova dispara dois berços de metal que levava no batel, “com que logo na praia pagou o jogo das pedras”. “Olá dos navios! Ide dizer ao vice-rei que venha em terra, que em Mombaça não há de achar as galinhas de Quíloa, mas vinte mil homens que lhe hão de torcer o focinho – diziam os naturais na praia da ilha – continuou Gaspar Correia na sua crónica da viagem.
Na manhã seguinte, 1300 soldados da armada desembarcaram em Mombaça, distribuídos em duas colunas. Depois de uma peleja encarniçada, o xeque de Mombaça pede a paz e a armada zarpou com os presentes do potentado, agradecido por lhe pouparem a vida e não terem destruído a cidade.
A armada chega a Cochim a 1 de novembro, tomando de imediato conhecimento da existência de uma esquadra de 400 navios e 10 mil homens organizada pelo samorim de Calecute para enfrentar as forças do vice-rei.
Os navios do Samorim estavam dispostos em regiões muito próximas da costa, logo D. Francisco de Almeida enviou as caravelas e galés da armada porque as naus não podiam chegar-se tanto a terra. 

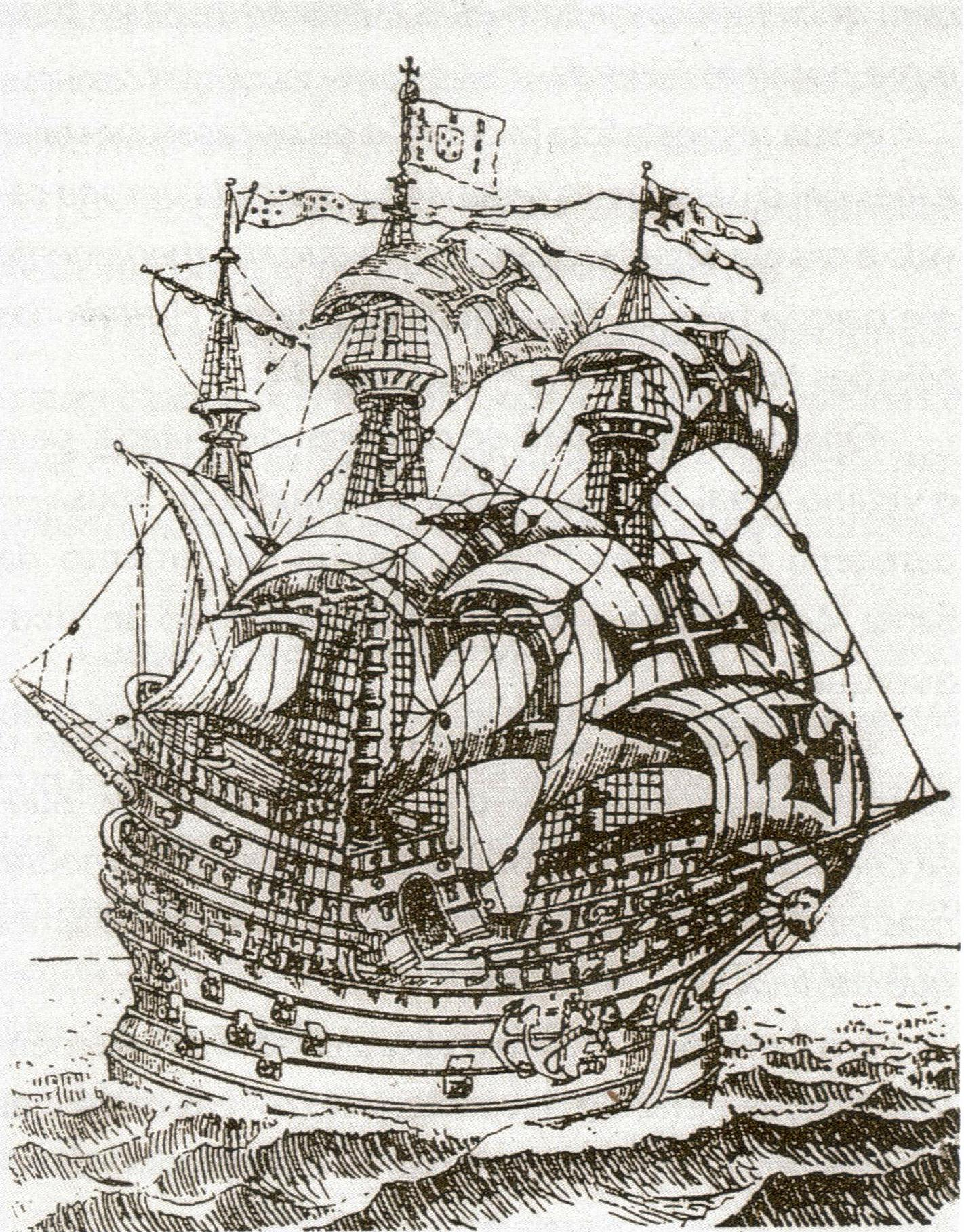
Gravura de Flor de La Mar. Inícios do Século XVI

Numa naveta artilhada, João da Nova comete proezas sem par, juntamente com os navios mais pequenos da armada. “Tudo era fogo, fumo e gritos” – escreve Gaspar Correia. As três bombardas e os seis falcões de cada uma das caravelas fizeram uma razia, opondo-se com a sua superioridade aos pelouros e flechas dos mouros.
Em Fevereiro de 1506, a Flor de la Mar com a nau S. Gabriel, capitaneada por Vasco Gomes de Abreu, recebe ordens para largar âncora de Cochim rumo a Portugal. 
Além do valioso carregamento de especiarias levavam um pequeno elefante. Na viagem de retorno, sob o comando de João da Nova, sofreu um rombo no casco na região do cabo da Boa Esperança, recolhendo-se à ilha de Moçambique para reparações. Aí foi encontrada pela armada de Tristão da Cunha, que fez tudo para a salvar. Ainda sob o comando de João da Nova, retornou para a Índia com a Armada de Afonso de Albuquerque.
Gaspar Correia cita a Flor de La Mar ainda sob o comando de João da Nova nas duas armadas de Tristão da Cunha e Afonso de Albuquerque saídas de Lisboa para a Índia a 5 e 7 de abril de 1506. 
No entanto, a Flor de La Mar não poderia chegar a Lisboa nessa data e outros arquivos históricos dizem-nos que nunca chegou a sulcar novamente as águas do Tejo, pois na viagem de regresso a Portugal arribou à ilha de Moçambique devido a um rombo no casco. Ficou no canal entre a ilha e a Cabaceira, a zona de abastecimento das naus com água potável. Aí é que a armada de Tristão da Cunha encontrou João da Nova com a sua Flor de La Mar. 
Sendo amigo e compadre de João da Nova, Tristão da Cunha fez tudo para salvar a Flor de La Mar. Disponibilizou uma nau comercial de Lagos que vinha na sua armada para transbordar toda a mercadoria que vinha na Flor de La Mar, a fim de a “pôr a monte” para os consertos necessários. Assim feito, João da Nova e a sua nau foram mandados de novo para a Índia integrados na armada de Afonso de Albuquerque, mas João da Nova devido ao vice-rei D. Francisco de Almeida não ter aceite o seu alvará de capitão-mor, acompanha Albuquerque nas suas campanhas da Índia. 
Tal como a sua nau, também João da Nova nunca mais veria as águas do Tejo.
Apesar de insatisfeito, o alcaide menor de Lisboa mostrou-se tremendamente eficaz em todas as tarefas em que se meteu. Logo em abril de 1507, João da Nova acompanha Afonso de Albuquerque com 300 homens no ataque à fortaleza de Socotorá, defendida por centena e meia de “fartaquins”, pondo-os todos em fuga. Reconstruiu-se a fortaleza; Portugal controlava agora a estratégica entrada para o Mar Vermelho.

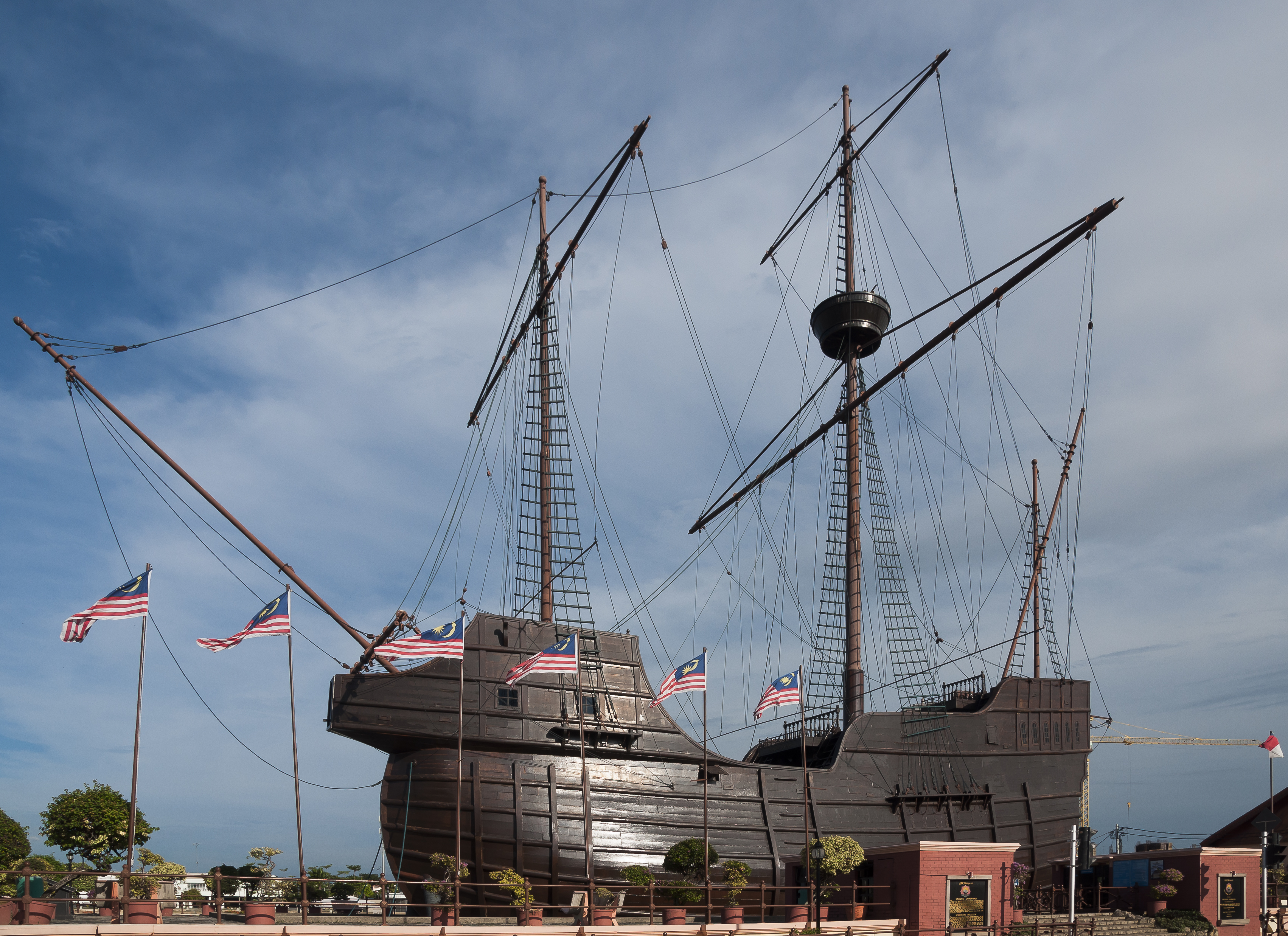
Réplica da nau "Flor de la Mar" no Museu Marítimo da Malásia

Em carta não datada, mas provavelmente de 1506, dirigida a D. Francisco de Almeida, D. Manuel I ordena o envio de navios a Malaca e nomeia João da Nova capitão-mor de uma armada de uma nau, um navio e uma caravela para lá ficar. Ao mesmo tempo, el-rei ordenou que a Flor de La Mar regressasse a Portugal sob o comando de Francisco de Távora, enquanto João da Nova deveria ser o capitão da nau Rei Grande, anteriormente de Távora. Não foram cumpridas estas ordens de D. Manuel I; era demasiado cedo para ir a Malaca sem ter previamente estabelecido o domínio do Índico.
Com capacidade para 400 toneladas, era considerada uma das mais avançadas em sua época. Lançada ao mar nesse mesmo ano, zarpou para a Índia na armada sob o comando de Estêvão da Gama, primo de Vasco da Gama.
Em 25 de março de 1505 zarpou uma vez mais de Lisboa para a Índia na armada de 16 naus e 6 caravelas para instalar o primeiro Vice-rei, D. Francisco de Almeida. Nesse mesmo ano (1505), na viagem de retorno, sob o comando de João da Nova, sofreu um rombo no casco na altura do cabo da Boa Esperança, recolhendo-se à ilha de Moçambique para reparos. Aí foi encontrada pela Armada de Tristão da Cunha, que fez tudo para a salvar. Ainda sob o comando de João da Nova, retornou para a Índia com a Armada de Afonso de Albuquerque.
Participou na conquista de Ormuz sob o comando de Afonso de Albuquerque (1507), foi o navio-almirante na batalha de Diu, travada pelo então vice-rei da Índia D. Francisco de Almeida (1509), participou nas conquistas de Goa (1510) e de Malaca (1511), num notável exemplo de longevidade de uma nau do primeiro quartel do século XVI.

## Capacidade
A longevidade da Flor do Mar foi notável. Numa época em que os navios da índia eram construídos por apenas três ou quatro anos de serviço útil, a Flor do Mar era um dos navios de maior duração da Carreira da Índia.
No entanto, o seu serviço como navio de carga deixou muito a desejar. Perigosamente insalubre e muito pouco manobrável quando totalmente carregada, ela completou apenas uma viagem completa da Índia a Portugal, e com bastantes dificuldades. No entanto, muito foi aprendido com a experiência do navio. Embora vários navios maiores – de 600, 900 e, até, 1500 toneladas – tivessem sido ocasionalmente construídos, a média das naus da Índia rondava entre as 400 e as 450 toneladas. 
Como tal, a Flor do Mar pode ser considerada o protótipo do que se tornaria a típica nau da Carreira das Índias do início e meados do século XVI. A experiência do navio e da sua tripulação também levou à institucionalização da "rota externa", isto é, os capitães de grandes embarcações carregadas de carga tiveram que evitar o retorno através do rápido Canal de Moçambique, mas, em vez disso, seguiram por um curso mais calmo a leste de Madagáscar.

## Naufrágio

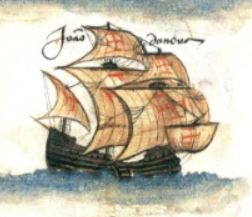
Flor de la Mar em 1505, Livro de Lisuarte de Abreu

Apesar de já ser considerado insegura na altura, a Flor do Mar serviu para apoiar a conquista de Malaca, então o maior centro comercial das Índias Orientais. Dada a sua grande capacidade, Afonso de Albuquerque decidiu usar o navio para transportar o vasto tesouro saqueado do palácio do sultão de Malaca de volta a Portugal.
Quando Flor do Mar saiu de Malaca no final de 1511 e navegou ao longo do estado de Pasé, no nordeste de Samatra, no Estreito de Malaca, onde foi surpreendida por uma tempestade e encalhou em baixios. O navio não sobreviveu à tempestade e afundou durante a noite de 20 de novembro de 1511, perto de Timia Point no Reino de Aru, Samatra. 
Afonso de Albuquerque foi salvo nas condições mais difíceis, usando uma jangada improvisada, mas a carga ficou irremediavelmente perdida. Flor de la Mar permanece, até hoje, desconhecida no fundo do mar.
Tentativas para localizar e resgatar o espólio do navio causaram alguma polémica. Portugal, Indonésia e Malásia reivindicam direitos de salvamento. Uma réplica da Flor do Mar está alojada no Museu Marítimo de Malaca.
Algumas investigações mais recentes indicam que a embarcação se partiu em dois e que, como estava em águas rasas (Tenga Reef), a maior parte da sua carga foi saqueada por nativos de Samatra, pouco depois do naufrágio, nomeadamente as 60 toneladas de ouro que transportava.